# (74130) 1998 QC68
(74130) 1998 QC68 – planetoida z pasa głównego asteroid okrążająca Słońce w ciągu 4,3 lat w średniej odległości 2,64 j.a. Odkryta 24 sierpnia 1998 roku.